# Инцидент с Boeing 707 над Атлантикой
Инцидент с Boeing 707 над Атлантикой — авиационный инцидент, произошедший ночью во вторник 3 февраля 1959 года в небе посреди Атлантического океана. Пассажирский самолёт Boeing 707-121 авиакомпании Pan American World Airways выполнял трансатлантический рейс, когда неожиданно вошёл в крутое снижение и помчался вниз, опустившись примерно на 29 000 футов (8800 м) до высоты 6000 футов (1800 м), прежде чем экипаж сумел восстановить контроль, после чего благополучно приземлился на острове Ньюфаундленд.
По имеющимся данным, это первый авиационный инцидент в истории Boeing 707 (первое происшествие случится 15 августа того же года). Также это первый инцидент в истории американской реактивной гражданской авиации.

## Самолёт
Boeing 707-121 с заводским номером 17591 (серийный — 6) свой первый полёт совершил 13 октября 1958 года, получил бортовой номер N712PA и 30 октября поступил к заказчику — американской авиакомпании Pan American World Airways, в которой также получил имя Clipper Washington (рус. Клипер Вашингтон). Был оснащён четырьмя турбореактивными двигателями Pratt & Whitney JT3C-6 (сила тяги 13 500 фунтов (6100 кг) у каждого), а его общая наработка составляла 705 часов, в том числе 39 часов от последнего технического обслуживания.

## Экипаж
Экипаж имел следующий состав:
- Командир воздушного судна (КВС) — 46-летний В. Уолдо Линч (англ. W. Waldo Lynch). Имел также квалификацию пилота самолётов типов  Douglas DC-3, DC-4, DC-6, DC-7 и DC-8, а его общий налёт составлял 11 185 часов, включая 350 часов на B-707.
- Второй пилот — 49-летний Сэмюэль Питерс (англ. Samuel Peters). Имел квалификацию пилота пассажирских, транспортных и многодвигательных самолётов, в том числе и B-707, а его общий налёт составлял 14 952 часа, включая 269 часов на B-707.
- Бортинженер — 44-летний Джордж Синеки (англ. George Sineki). В Pan American работал с 23 сентября 1942 года, а его общий налёт составлял 11 012 часов, включая 194 часа на B-707.
- Штурман — 41-летний Джон Лэрд (англ. John Laird). В Pan American работал с 13 мая 1946 года, а его общий налёт составлял 1376 часов, включая 211 часов на B-707.
- Стюарды
  - А. Лейбнер (англ. A. Leibner)
  - Р. Бартон (англ. R. Barton)
  - Т. Кларк (англ. T. Clark)
  - Дж. Маккомакк (англ. J. McComack)
  - Ж. Декото (англ. J. Descoteaux)
  - П. Джонс (англ. P. Jones)

## История

### Предшествующие обстоятельства
3 февраля 1959 года Clipper Washington выполнял регулярный пассажирский рейс PA-115 по маршруту Париж—Лондон—Гандер—Нью-Йорк. Полёт до Лондона прошёл без отклонений, а в 18:15 с 119 пассажирами и 10 членами экипажа на борту авиалайнер вылетел из аэропорта Хитроу. Согласно плану, полёт до Гандера должен был проходить по правилам полётов по приборам и при следовании с крейсерской скоростью должен был занять 4 часа 58 минут.
До пересечения «Южный Шаннон» самолёт должен был следовать на эшелоне 28 500 футов (8700 м), после на эшелоне 29 000 футов (8800 м) до 20-го меридиана западной долготы, а от него уже на эшелоне 31 000 футов (9400 м) до Гандера. Однако на подходе к 30-му меридиану западной долготы рейсу 115 повстречался погодный фронт, сопровождавшийся сильными грозами, причём полёт проходил через вершины облаков, где наблюдались небольшое обледенение и умеренная турбулентность. Тогда экипаж, связавшись с центрами управления воздушным движением на океанских маршрутах в Гандере и Шанноне, получил разрешение подняться до эшелона 35 000 футов (10 700 м); на данной высоте полёт уже проходил в спокойных условиях под ясным звёздным небом.
Примерно в 21:50 командир Линч вышел из кабины в салон. Полёт в это время проходил под контролем автопилота (модель PB-20D), включённого на поддержание высоты, со скоростью 0,82 числа Маха в ясном небе при температуре воздуха за бортом −55 °C; вес самолёта составлял 190—195 тысяч фунтов (86,2—88,5 т), а местонахождение было определено как 52°30′ с. ш. 40°30′ з. д. (1070 километров (660 миль) восточнее-северо-восточнее Гандера). В кабине в это время находились второй пилот Питерс, бортинженер Синеки и штурман Лэрд — все на своих местах; также на месте проверяющего (за креслом командира) сидел диспетчер Макки (англ. Mackey) из авиакомпании Pan American, летевший данным рейсом пассажиром.
В 22:00 Лэрд сказал, что для корректировки маршрута надо довернуть влево на 20°, поэтому Питерс вращением ручки автопилота выполнил поворот, после чего по своему радиокомпасу убедился, что самолёт лёг на новый курс и сохраняет его. Далее он обратился к планшету, лежащему на его коленях, чтобы совместно со штурманом рассчитать оставшееся время, расстояние, крейсерскую скорость и расход топлива. С наушниками на голове, второй пилот ожидал в 22:05 получить информацию о погоде, а его взгляд в этот момент был полностью сосредоточен на документах, поэтому за приборной панелью фактически никто не следил.

### Пике над океаном

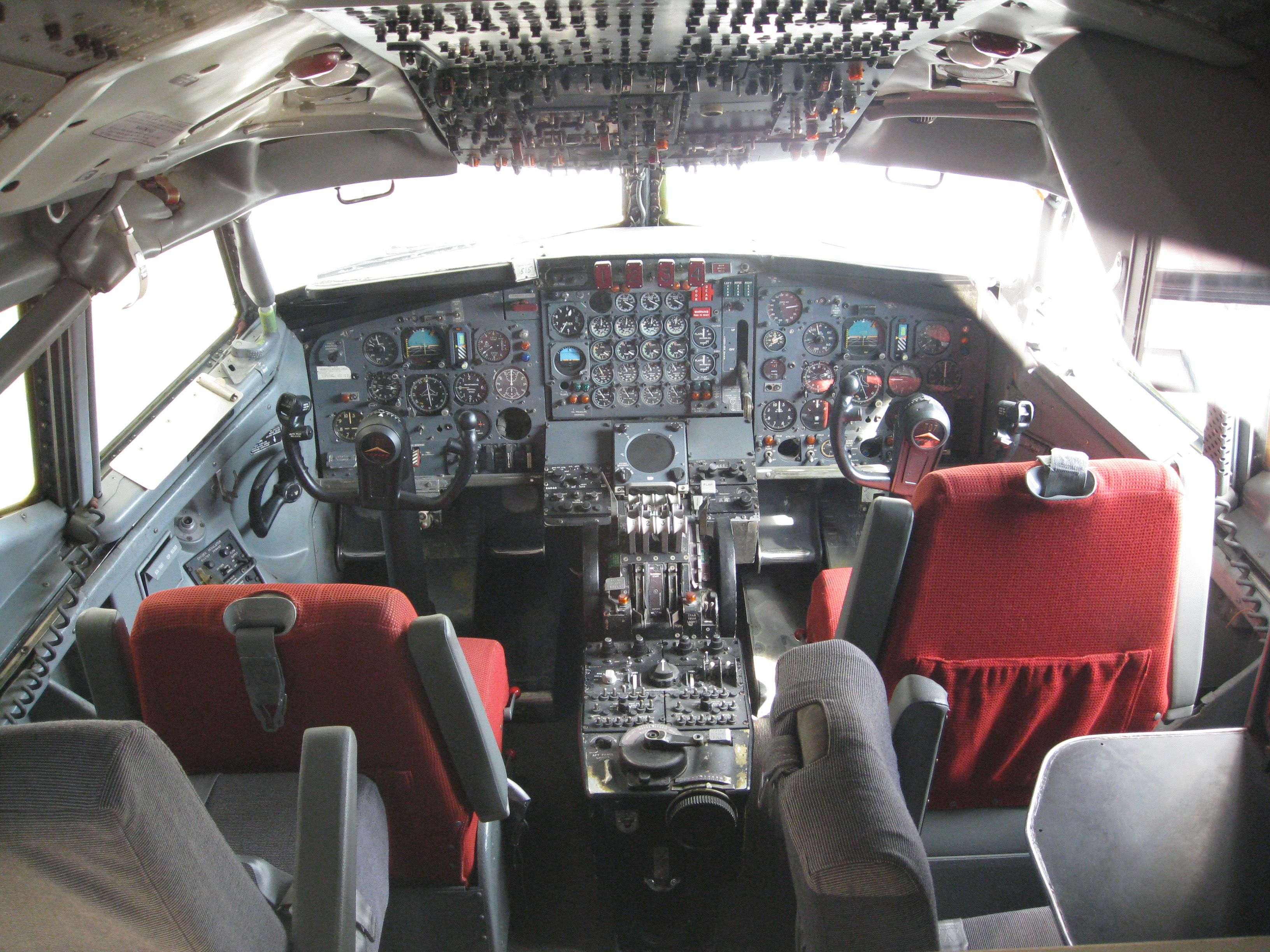
Кабина пилотов Boeing 707-120

Неожиданно второй пилот Питерс почувствовал толчок, а также его начало всё сильнее вдавливать в кресло. Затем возник ещё толчок, после чего правая половина приборной панели погасла, поэтому Питерс быстро посмотрел на всё ещё освещённую левую половину панели и заметил, что авиагоризонт командира завалился и стал бесполезен. Тогда Питерс поднял взгляд и увидел, что звёзды в окне стали быстро вращаться против часовой стрелки, то есть авиалайнер входил во всё увеличивающийся правый крен и уже собирался перевернуться «на спину». Сэмюэль схватил штурвал и, выключив кнопкой автопилот, попытался отклонением левого элерона и руля предотвратить вращение, но возникшие перегрузки не давали ему это сделать. Также периодически стали включаться различные системы оповещения, а затем раздался предупредительный сигнал о превышении скорости. Как позже удалось определить по данным параметрического самописца, самолёт, вращаясь, перешёл в крутое падение, а его скорость достигала 0,95 числа Маха (1050—1100 км/ч).
Командир с трудом вернулся из салона, когда бортинженер Синеки сказал ему, что двигатели всё ещё работают на номинальном режиме, поэтому Линч перевёл режим на холостой ход. Так как до этого, уходя в салон, Линч отодвинул кресло назад, теперь ему трудно было достать до органов управления, поэтому он попросил штурмана Лэрда, который к тому времени поменялся с диспетчером Макки местами, помочь ему. Из-за высоких перегрузок всех в кабине прижимало к полу и им было трудно шевелиться. Командир глянул на приборы и увидел, что стрелка указателя скорости находится чуть правее нулевой отметки, высотомер показывал уже 17 000 футов (5200 м), при этом его стрелка очень быстро вращалась, авиагоризонт был бесполезен, так как полностью завалился, а указатель угла поворота максимально отклонился вправо. «Боинг» в это время летел сквозь облака, поэтому визуально определить его положение было невозможно. Глянув на второго пилота, который пытался бороться с перегрузками, командир крикнул «Управление у меня». Также обнаружилось, что горизонтальный стабилизатор установлен на пикирование, при этом система управления углом наклона не хотела отключаться. Затем Лэрд всё-таки с трудом сумел закрепить Линча в кресле, после чего тот убрал крен, тем самым устранив перегрузки, после чего бортинженер наконец смог отключить автомат питания электрической системы управления стабилизатором и, переместившись к панели, стал вручную вращать оба колеса управления стабилизатором, переводя последний в нейтральное положение.
При прохождении высоты 8000 футов (2400 м) командир стал тянуть штурвал на себя, после чего на высоте 6000 футов (1800 м) с сильными перегрузками машина вышла из снижения, перейдя в крутой подъём; на высоте 9000 футов (2700 м) крылья были выровнены в горизонтальное положение, а вертикальная скорость подъёма теперь нормализовалась на среднем уровне.

### Полёт к Гандеру
По просьбе командира бортинженер перевёл стабилизатор на кабрирование, на что самолёт нормально отреагировал, то есть экипаж снова мог управлять авиалайнером. Проверив приборы со своей стороны, командир убедился, что радиокомпас и один из гироскопов работают нормально, тогда как при переключении на другой гироскоп авиагоризонт начал показывать крутой крен. Выключатель системы управления стабилизатором находился во выключенном положении.
Экипаж доложил о случившемся в Гандеровский диспетчерский центр, на что получил указание подниматься и занимать эшелон 31 000 футов (9400 м). Подъём до указанного эшелона прошёл нормально, после чего экипаж в ручном режиме и на скорости 0,79 числа Маха продолжил полёт, а вскоре благополучно приземлился в аэропорту Гандера. Дальнейший полёт пассажиров и экипажа до Нью-Йорка продолжился на другом Boeing 707 авиакомпании.
Осмотр самолёта показал, что его конструкция получила значительные аэродинамические повреждения: были погнуты оба стабилизатора, повреждены обшивка в задней части крыла и оба зализа крыла, в том числе сорвало обшивку в отдельных местах, деформировались подвесы всех четырёх двигателей, а в задней части лонжеронов крыла даже пошли гофры. Тем не менее было признано, что борт N712PA способен самостоятельно долететь до завода Boeing в Сиэтле (штат Вашингтон) для ремонта.

## Расследование
Следователи пришли к мнению, что во время полёта произошёл отказ одного из гироскопов. Этот отказ не был критическим, так как гироскопов в системе несколько, и они дублируют друг друга. Когда самолёт выполнил доворот влево и стал выравниваться, автоматика задействовала систему выравнивания, подключив её на неисправный гироскоп, поэтому возникло нарушение в работе автопилота и тот отключился, о чём пилотов оповестила световая сигнализация. Однако уже при осмотре в Гандере обнаружили, что яркость лампы была снижена до минимума специальной шторкой, а потому свет от неё не бросался сразу в глаза в освещённой кабине. В отсутствие командира второй пилот должен был следить за приборами, но вместо этого он был полностью поглощён документами, а потому не заметил, как авиалайнер постепенно начал уходить в правый крен. Автомат тяги при этом не был включен на поддержание числа Маха, поэтому когда скорость стала расти выше допустимой, двигатели продолжали работать на полную мощность, тем самым только разгоняя авиалайнер. Также не совсем понятно полное отклонение стабилизатора на пикирование; наиболее разумное объяснение — когда командир в условиях сильной перегрузки садился в кресло, он мог непреднамеренно передвинуть ручку его системы управления, что привело к возрастанию перегрузок, из-за которых произошло разъединение контактов в управляющих реле, потому стабилизатор после этого перестал реагировать.

### Причина
Виновником инцидента следователи назвали второго пилота, который не следил за приборами, а потому не заметил нарастающий правый крен, пока самолёт не вышел из-под контроля. Сопутствующими факторами стало полное снижение яркости лампы отключения автопилота и выключение системы поддержания числа Маха.

## Последствия
По результатам расследования командир Линч был оштрафован, а второй пилот Питерс лишён свидетельства пилота на 6 месяцев. Также авиакомпаниям было указано на опасность полёта при числе Маха 0,82, так как в этом случае имеется совсем небольшой промежуток от максимальной скорости (Mne), на преодоление которого требуется мало времени.
Борт N712PA был возвращён на пассажирские маршруты, но в том же месяце во время тренировочного полёта во Франции у него отделился двигатель № 4 (крайний правый), после чего самолёт был отремонтирован в аэропорту Хитроу (Лондон). Эксплуатировался в Pan American до 1974 года, после чего был продан в Turkish Airlines (бортовой номер TC-JBD). Позже сменил ещё несколько операторов, последним из которых стала авиакомпания AirAsia (бортовой номер HP-794). Списан в августе 1984 года.

### Комментарии
1. ↑  Здесь и далее по умолчанию указано Среднее время по Гринвичу (GMT).